# Organización territorial de Mauricio

Distritos de Mauricio.

Dependencias de Mauricio.

La República de Mauricio se divide en 10 distritos y varias dependencias:
Distritos
1. Black River (Tamarin (localidad))
2. Flacq (Centre de Flacq)
3. Grand Port (Mahebourg)
4. Moka (Moka)
5. Pamplemousses (Triolet)
6. Plaines Wilhems (Rose-Hill)
7. Port Louis (Port Louis)
8. Rivière du Rempart (Poudre d'Or)
9. Savanne (Souillac)

Dependencias de Mauricio
- Rodrigues, considerado informalmente como décimo distrito de Mauricio
- Agalega
- Cargados Carajos

- Datos: Q5283489
- Multimedia: Districts of Mauritius / Q5283489